# Nekrolog 1709
Nekrolog
◄◄
| ◄
| 1705
| 1706
| 1707
| 1708
| 1709 | 1710 | 1711 | 1712 | 1713 | ► | ►►
Weitere Ereignisse | Allgemeiner Nekrolog 1709
Die Beschreibung der verstorbenen Person sollte so kurz wie möglich gehalten sein und nur deren signifikante Tätigkeit(en) enthalten.
Neue Namen ggf. auch unter dem Geburts- und Sterbedatum, also etwa unter 1. Januar und im Geburts- und Sterbejahr (2024) eintragen (nur bei entsprechender großer Wichtigkeit). Für Beispiele siehe die schon vorhandenen Artikel.
Außerdem über die fünf zuletzt Verstorbenen, zu denen es einen ausreichend guten Artikel für eine Präsentation auf der Hauptseite gibt, nach der todesbedingten Überarbeitung der Artikel ggf. auch unter Wikipedia Diskussion:Hauptseite informieren und sie am besten auch in den anderen Wikipedia-Sprachversionen eintragen. Tipp: Regelmäßig bei news.google.de nach „ist tot“, „gestorben“ oder „verstorben“ suchen.
Wenn eine Person gestorben ist, gibt es viele Seiten zu dieser Person in der Wikipedia, die davon auch betroffen sind und entsprechend aktualisiert werden müssen. Beispiele: Namenübersichtsseite, Geburtsjahr, Geburtsort-Seiten und viele mehr.
Wie finde ich die betroffenen Seiten?
Im Suchfeld auf der linken Seite gibt man den Suchbegriff so ein: „Vorname Nachname“. Dann klickt man auf Volltext und alle Seiten mit entsprechendem Suchtext werden aufgerufen. Hier sieht man dann schnell, wo auch das Todesjahr Sinn macht oder sogar ein Teil des Artikels angepasst werden muss. Auch hilft das „Werkzeug“ auf der linken Seite sehr gut, um solche Seiten aufzufinden: „Links auf diese Seite“. Somit ist die Wikipedia wieder aktuell in allen Bereichen! Hinweis: bei Eintragung der Kategorie „Gestorben JAHR“ wird der Missbrauchsfilter 49 ausgelöst, was jedoch nicht schlimm ist. Siehe: Spezial:Missbrauchsfilter/49
Dies ist eine Liste von im Jahr 1709 verstorbenen bekannten Persönlichkeiten. Die Einträge erfolgen innerhalb der einzelnen Daten alphabetisch sortiert. Tiere sind im Nekrolog für Tiere zu finden.

## Januar
| Tag        | Name                                     | Beruf, bekannt als                                          | Alter | Beleg |
| ---------- | ---------------------------------------- | ----------------------------------------------------------- | ----- | ----- |
| 6. Januar  | Louise de Prie de La Mothe-Houdancourt   | französische Gouvernante                                    |       |       |
| 6. Januar  | Josua Schwartz                           | deutscher Theologe und Generalsuperintendent                | 76    |       |
| 6. Januar  | Michael Strauch                          | deutscher Mathematiker                                      | 73    |       |
| 10. Januar | Peter Hotton                             | niederländischer Mediziner und Botaniker                    | 60    |       |
| 11. Januar | Leandro Colloredo                        | italienischer Geistlicher und Kardinal der Römischen Kirche | 69    |       |
| 20. Januar | François d’Aix de Lachaise               | Jesuit                                                      | 84    |       |
| 24. Januar | George Rooke                             | englischer Admiral                                          |       |       |
| 26. Januar | Eleonore Charlotte von Sachsen-Lauenburg | Herzogin von Schleswig-Holstein-Sonderburg                  | 62    |       |
| 31. Januar | Hans Philipp Roeder von Diersburg        | deutscher Hauptmann                                         | 43    |       |

## Februar
| Tag         | Name                                       | Beruf, bekannt als                                                                                       | Alter | Beleg |
| ----------- | ------------------------------------------ | --- | ----- | ----- |
| 1. Februar  | Carel Allard                               | niederländischer Kunsthändler, Kartograf und Kupferstecher                                               |       |       |
| 2. Februar  | Heinrich Adrian von Veltheim               | deutscher Adliger                                                                                        | 35    |       |
| 4. Februar  | Anne de Rohan-Chabot                       | Fürstin von Soubise und Mätresse des französischen Königs Ludwig XIV.                                    |       |       |
| 8. Februar  | Giuseppe Torelli                           | italienischer Komponist und Violinist                                                                    | 50    |       |
| 9. Februar  | Johann Christoph Boecklin                  | deutscher Kupferstecher                                                                                  | 51    |       |
| 11. Februar | Jean-Antoine d’Avaux                       | französischer Diplomat                                                                                   |       |       |
| 11. Februar | Luise Hollandine von der Pfalz             | Prinzessin von der Pfalz, Äbtissin des Klosters Maubuisson (1664–1709) sowie Malerin und Kupferstecherin | 86    |       |
| 17. Februar | Erik Benzelius der Ältere                  | schwedischer Theologe und Erzbischof                                                                     | 76    |       |
| 19. Februar | Tokugawa Tsunayoshi                        | japanischer Shogun                                                                                       | 62    |       |
| 21. Februar | Ludwig-Ferdinand                           | Graf zu Lippe-Brake                                                                                      | 28    |       |
| 22. Februar | François Louis de Bourbon, prince de Conti | Fürst von Conti                                                                                          | 44    |       |
| 23. Februar | Paul Gottfried Sperling                    | deutscher Mediziner                                                                                      | 57    |       |
| Februar     | Adriaen Cornelisz. Beeldemaker             | niederländischer Maler des Goldenen Zeitalters                                                           |       |       |

## März
| Tag      | Name                              | Beruf, bekannt als                                                         | Alter | Beleg |
| -------- | --------------------------------- | -------------------------------------------------------------------------- | ----- | ----- |
| 1. März  | Juan de Peñaloza                  | Vizekönig von Peru                                                         |       |       |
| 4. März  | Dionysius von Werl                | Kapuziner und Kontroversschriftsteller                                     |       |       |
| 8. März  | William Cowper                    | englischer Chirurg und Anatom                                              |       |       |
| 9. März  | Ralph Montagu, 1. Duke of Montagu | englischer Höfling und Diplomat                                            | 70    |       |
| 13. März | Simon Friedrich Wolffhardt        | evangelisch-lutherischer Abt                                               | 58    |       |
| 15. März | James Thynne                      | englischer Politiker                                                       |       |       |
| 18. März | Abraham Starck                    | böhmischer Orgelbauer                                                      |       |       |
| 28. März | Burchard de Volder                | niederländischer Philosoph, Mediziner, Physiker, Astronom und Mathematiker | 65    |       |

## April
| Tag       | Name                                    | Beruf, bekannt als                                                                 | Alter | Beleg |
| --------- | --------------------------------------- | ---------------------------------------------------------------------------------- | ----- | ----- |
| 1. April  | Henri Jules de Bourbon, prince de Condé | Fürst von Condé                                                                    | 65    |       |
| 2. April  | Giovanni Battista Gaulli                | italienischer Maler des Barock                                                     | 69    |       |
| 4. April  | Siegmund Gabriel Otto                   | kursächsischer Hof- und Leibarzt                                                   |       |       |
| 5. April  | Roger de Piles                          | französischer Maler, Graveur, Kunstkritiker und Diplomat                           | 73    |       |
| 8. April  | Wolfgang Dietrich zu Castell-Remlingen  | deutscher Graf und Landesherr                                                      | 68    |       |
| 9. April  | Godfrey Copley                          | englischer Landbesitzer und Stifter der Copley Medal der Royal Society             |       |       |
| 12. April | Jaroslaw Ignaz von Sternberg            | Bischof von Leitmeritz                                                             | 67    |       |
| 13. April | Wolfgang Melchior Stisser               | deutscher evangelischer Theologe und Lehrer                                        | 76    |       |
| 15. April | Amalia Regina von Zinzendorf            | Gräfin zu Ortenburg, Gräfin von Zinzendorf und Pottendorf                          | 45    |       |
| 16. April | Bartholomäus Botsack                    | deutscher evangelischer Theologe und Pastor, Superintendent der Stadt Braunschweig | 59    |       |
| 19. April | Israel Kolmodin                         | schwedischer lutherischer Theologe und Kirchenlieddichter                          | 65    |       |
| 20. April | Thomas Fredenhagen                      | Lübecker Kaufmann, Ratsherr und Mäzen des Barock                                   | 81    |       |
| 20. April | Martin Hanke                            | deutscher Schulrektor und Historiker                                               | 76    |       |
| 20. April | Johann Ernst von Thun und Hohenstein    | Fürsterzbischof von Salzburg (1687–1709)                                           | 65    |       |
| 21. April | Friedrich Deutsch                       | deutscher evangelischer Theologe                                                   | 52    |       |
| 25. April | Vincenzo Minutoli                       | Schweizer evangelischer Geistlicher und Hochschullehrer                            | 69    |       |
| 27. April | Wilhelm Julius Coyet                    | schwedischer Jurist, Diplomat und Regierungsbeamter                                | 62    |       |

## Mai
| Tag     | Name                                   | Beruf, bekannt als                                                                | Alter | Beleg |
| ------- | -------------------------------------- | --------------------------------------------------------------------------------- | ----- | ----- |
| 1. Mai  | Samuel Bachmann                        | Schweizer Geistlicher                                                             | 72    |       |
| 4. Mai  | Eleonore Klara                         | Gräfin von Nassau-Saarbrücken                                                     | 76    |       |
| 6. Mai  | John Lovelace, 4. Baron Lovelace       | Gouverneur der englischen Kolonie New York                                        |       |       |
| 6. Mai  | Alvise Mocenigo II.                    | Doge von Venedig                                                                  | 81    |       |
| 10. Mai | William Hay, 6. Earl of Kinnoull       | schottischer Adliger                                                              |       |       |
| 18. Mai | Hieronymus Kohl                        | Prager Bildhauer                                                                  | 73    |       |
| 26. Mai | Baldassare Cenci                       | italienischer Geistlicher, Erzbischof von Fermo und Kardinal der Römischen Kirche | 62    |       |
| 27. Mai | Thomas Gautier                         | französischer evangelischer Theologe                                              | 71    |       |
| 28. Mai | Friederike von Sachsen-Gotha-Altenburg | Prinzessin von Sachsen-Gotha-Altenburg, durch Heirat Fürstin von Anhalt-Zerbst    | 34    |       |

## Juni
| Tag      | Name                         | Beruf, bekannt als                                                  | Alter | Beleg |
| -------- | ---------------------------- | ------------------------------------------------------------------- | ----- | ----- |
| 3. Juni  | Giovanni Battista Grancino   | italienischer Geigenbauer                                           |       |       |
| 11. Juni | Marcello d’Aste              | italienischer Kardinal                                              | 51    |       |
| 12. Juni | Jacob Born                   | sächsischer Jurist und Bürgermeister von Leipzig                    | 70    |       |
| 13. Juni | Joachim Carl von Prehn       | königlich dänischer Oberst und Chef des Reiter-Regiments Dithmersen |       |       |
| 14. Juni | Gabriel Nicolas de la Reynie | erste Generalleutnant der französischen Polizei                     |       |       |
| 14. Juni | Franz Ernst von Platen       | Reichsgraf von Platen-Hallermund                                    |       |       |
| 14. Juni | Gottfried Wegner             | deutscher lutherischer Theologe                                     | 65    |       |
| 17. Juni | Trịnh Căn                    | Vierter Trịnh-Fürst                                                 | 75    |       |
| 25. Juni | Friedrich VII. Magnus        | Markgraf von Baden-Durlach (1677–1709)                              | 61    |       |
| 25. Juni | Diego José de Salazar        | spanischer Kapellmeister und Komponist                              |       |       |
| 29. Juni | Antoine Thomas               | Jesuitenpriester und Missionar                                      | 65    |       |

## Juli
| Tag      | Name                      | Beruf, bekannt als                                                   | Alter | Beleg |
| -------- | ------------------------- | -------------------------------------------------------------------- | ----- | ----- |
| 2. Juli  | Jakob Scheiffelhut        | Komponist des Barock                                                 |       |       |
| 9. Juli  | Christopher Slaughterford | erster nur aufgrund von Indizien als Mörder hingerichteter Engländer |       |       |
| 17. Juli | Pascal Collasse           | französischer Komponist                                              |       |       |
| 18. Juli | Antonio Franchi           | italienischer Maler und Kunsttheoretiker                             | 71    |       |
| 28. Juli | Melchior Friderich        | deutscher Jesuit, Kirchenrechtler und Hochschullehrer                | 54    |       |
| 30. Juli | Edward Lhuyd              | walisischer Botaniker                                                |       |       |

## August
| Tag        | Name                                           | Beruf, bekannt als | Alter | Beleg |
| ---------- | ---------------------------------------------- | --- | ----- | ----- |
| 4. August  | Elisabeth Amalie von Hessen-Darmstadt          | Prinzessin von Hessen-Darmstadt, durch Heirat zunächst Herzogin von Pfalz-Neuburg, Jülich und Berg sowie später auch Kurfürstin von der Pfalz | 74    |       |
| 23. August | Domenico Manuel Caetano                        | italienischer Alchemist, Goldmacher und Hochstapler                                                                                           |       |       |
| 24. August | Elisabeth Dorothea von Sachsen-Gotha-Altenburg | Landgräfin und Regentin von Hessen-Darmstadt                                                                                                  | 69    |       |
| 29. August | Johann Friedrich Schweitzer                    | deutscher Mediziner und Alchemist | 79    |       |
| 31. August | John Leveson-Gower, 1. Baron Gower             | britischer Politiker | 34    |       |
| 31. August | Andrea Pozzo                                   | italienischer Maler und Kunstschriftsteller                                                                                                   | 66    |       |

## September
| Tag           | Name                                         | Beruf, bekannt als                                                           | Alter | Beleg |
| ------------- | -------------------------------------------- | ---------------------------------------------------------------------------- | ----- | ----- |
| 4. September  | Jean-François Regnard                        | französischer Schriftsteller                                                 | 54    |       |
| 5. September  | Johann Georg Neumann                         | deutscher lutherischer Theologe und Kirchenhistoriker                        | 48    |       |
| 7. September  | Gunno Eurelius Dahlstierna                   | schwedischer Landmesser und spätbarocker Dichter                             | 48    |       |
| 9. September  | Bella Perlhefter                             | jüdische Schriftstellerin, professionelle Briefschreiberin und Musiklehrerin |       |       |
| 11. September | Christian Siegmund von Aschersleben          | königlich preußischer Oberst und Kommandeur des Kürassier-Regiments Nr. 2    |       |       |
| 11. September | Daniel von Tettau                            | preußischer Generalmajor, Obrist der Grendadierleibgarde sowie Kammerherr    | 39    |       |
| 12. September | Adolph von Wangenheim                        | brandenburgischer Generalleutnant                                            |       |       |
| 20. September | Hector Gottfried Masius                      | deutsch-dänischer lutherischer Theologe                                      | 56    |       |
| 22. September | Iwan Masepa                                  | ukrainischer Hetman                                                          |       |       |
| 25. September | Maximilian Emanuel von Württemberg-Winnental | Prinz aus dem Hause Württemberg-Winnental, schwedischer Oberst               | 20    |       |
| 27. September | Johann Lorenz Crollius                       | deutscher reformierter Theologe, Philosoph und Hochschullehrer               | 68    |       |
| 30. September | Hartmann Samuel Hoffmann von Löwenfeld       | deutscher Generalmajor                                                       | 56    |       |
| September     | Thomas Quellinus                             | flämischer Bildhauer                                                         |       |       |

## Oktober
| Tag         | Name                                      | Beruf, bekannt als                                                           | Alter | Beleg |
| ----------- | ----------------------------------------- | ---------------------------------------------------------------------------- | ----- | ----- |
| 2. Oktober  | Claude Poullart des Places                | französischer Geistlicher und Ordensgründer der Spiritaner                   | 30    |       |
| 8. Oktober  | Johann Karl von Thüngen                   | kaiserlicher Generalfeldmarschall                                            | 61    |       |
| 9. Oktober  | Barbara Villiers, 1. Duchess of Cleveland | Herzogin von Cleveland                                                       | 68    |       |
| 14. Oktober | Lee Seo-woo                               | koreanischer Philosoph, Dichter, Politiker und Künstler                      | 76    |       |
| 14. Oktober | Wilhelm                                   | Fürst von Anhalt-Harzgerode                                                  | 66    |       |
| 17. Oktober | François Mauriceau                        | französischer Arzt, Chirurg und Geburtshelfer                                |       |       |
| 17. Oktober | Gregor Anton Oginski                      | polnisch-litauischer Hetman und General-Gouverneur des Herzogtums Samogitien | 55    |       |

## November
| Tag          | Name                                         | Beruf, bekannt als                                        | Alter | Beleg |
| ------------ | -------------------------------------------- | --------------------------------------------------------- | ----- | ----- |
| 1. November  | Ludwig Friedrich zu Wied                     | deutscher Adliger                                         | 53    |       |
| 8. November  | Dimitri von Rostow                           | Metropolit von Rostow (1702–1709)                         | 57    |       |
| 18. November | Peter von Lengerke                           | deutscher Jurist und Bürgermeister der Hansestadt Hamburg | 58    |       |
| 23. November | Johann Wilhelm Bentinck, 1. Earl of Portland | niederländisch-englischer Höfling und Diplomat            | 61    |       |

## Dezember
| Tag          | Name                     | Beruf, bekannt als                               | Alter | Beleg |
| ------------ | ------------------------ | ------------------------------------------------ | ----- | ----- |
| 1. Dezember  | Abraham a Sancta Clara   | deutscher Theologe, Prediger und Schriftsteller  | 65    |       |
| 7. Dezember  | Meindert Hobbema         | niederländischer Maler                           | 71    |       |
| 8. Dezember  | Thomas Corneille         | französischer Dichter                            | 84    |       |
| 12. Dezember | Francesco Bonesana       | italienischer Graf, Nuntius und Bischof von Como | 60    |       |
| 12. Dezember | Martin Resch             | Abt des Benediktinerstiftes Kremsmünster         | 60    |       |
| 23. Dezember | Alexandros Mavrokordatos | Politiker und Dragoman im Osmanischen Reich      |       |       |
| 26. Dezember | Johann Philipp Bendeler  | deutscher Organist und Orgeltheoretiker          |       |       |
| 26. Dezember | Justus Philipp Meyenberg | deutscher evangelischer Theologe                 | 67    |       |
| 29. Dezember | Karl Heinrich Charisius  | deutscher Jurist                                 | 59    |       |

## Datum unbekannt
| Tag               | Name                       | Beruf, bekannt als                                                   | Alter | Beleg |
| ----------------- | -------------------------- | -------------------------------------------------------------------- | ----- | ----- |
|                   | Abdul Rahman Mohmand       | afghanischer Dichter                                                 |       |       |
|                   | Jean I Barraband           | französischer Bildwirker                                             |       |       |
|                   | Cristofaro Caresana        | italienischer Komponist des Barock                                   |       |       |
| Februar oder März | John Coode                 | englischer Siedler in der Province of Maryland                       |       |       |
|                   | James Cunningham           | britischer Arzt und Pflanzensammler                                  |       |       |
|                   | Pierre Danet               | französischer Kleriker, Latinist, Hellenist, Romanist und Lexikograf |       |       |
|                   | Pierre Dipy                | Maronit, Orientalist und Bibliothekar                                |       |       |
|                   | Johann Gropp               | deutscher Theologe                                                   |       |       |
|                   | Johann Balthasar Held      | Orgelbauer                                                           |       |       |
|                   | Ludwig von Herbeville      | kaiserlicher Feldmarschall                                           |       |       |
|                   | Friedrich Wilhelm von Horn | mecklenburgischer Regierungsbeamter und Diplomat                     |       |       |
|                   | Johannes Wendel Kirchner   | deutscher Orgelbauer                                                 |       |       |
|                   | Rocco Laurenti             | italienischer Organist und Komponist                                 |       |       |
|                   | Thomas Mace                | englischer Musiker und Musikschriftsteller                           |       |       |
|                   | Michiel Maddersteg         | niederländischer Maler                                               |       |       |
|                   | Veit Ludwig Megander       | evangelischer geistlicher Schriftsteller                             |       |       |
|                   | Metta von Schwaben         | Wohltäterin, Konventualin und Priorin des Klosters Uetersen          |       |       |
|                   | Pierre Naust               | französischer Instrumentenbauer                                      |       |       |
|                   | Phrachao Suea              | König des Königreichs Ayutthaya                                      |       |       |
|                   | Elisabetta Querini         | Dogaressa                                                            |       |       |
|                   | Bartolomeo Tricomi         | italienischer Maler                                                  |       |       |